# Jannick Top
 (août 2018).
Si vous disposez d'ouvrages ou d'articles de référence ou si vous connaissez des sites web de qualité traitant du thème abordé ici, merci de compléter l'article en donnant les références utiles à sa vérifiabilité et en les liant à la section « Notes et références ».
Jannick Top, né le 4 octobre 1947 à Marseille, est un compositeur, arrangeur, bassiste et violoncelliste français.
Il accompagne, en studio et sur scène, de nombreux artistes français et internationaux, et a été membre du groupe de rock progressif Magma en 1973, 1974 et 1976.

## Biographie
Jannick Top suit une formation classique au lycée musical de Marseille, durant laquelle il apprend principalement le piano et le violoncelle, ainsi que la direction d'orchestre. Un de ses amis lui fit découvrir la basse et lui proposa de le remplacer pour quelques concerts. Par la suite, il forma son premier groupe, dans lequel il joua de la contrebasse, puis de la guitare basse.
En 1971, il rencontre le batteur André Ceccarelli avec qui il forme le groupe Troc qui sort un album homonyme en 1972.
C'est grâce à son association avec Christian Vander au sein du groupe Magma qu'il forge sa réputation de bassiste. Sur certains albums de Magma, il est mentionné sous son « nom kobaïen » : Ẁahrğenuhr Reuğhelemësteh. On le retrouve de nouveau aux côtés de Christian Vander dans les groupes Fusion et Vandertop, puis en solo. Jannick Top est l'un des rares bassistes dans le monde à accorder sa basse électrique avec un intervalle de quinte entre deux cordes contiguës, à la manière du violoncelle.
En parallèle de cette carrière dans le art rock et le jazz rock, Jannick Top collabore avec des artistes de la chanson française tels que Michel Berger, France Gall, Nicole Rieu (album La goutte d'eau de 1979), Louis Chedid, Jacques Dutronc, Francis Cabrel, Véronique Samson, Sylvie Vartan, William Sheller, Johnny Hallyday, Jacques Higelin, Bernard Lavilliers ou Romain Lamia, puis avec le saxophoniste Michel Portal, le batteur Daniel Humair et le trompettiste Éric Le Lann. Il travaille également avec des artistes de la scène internationale tels que Ray Charles, Nina Hagen, Herbie Hancock, Barbara Hendricks, Eurythmics, Richard Cocciante, Bonnie Tyler, Lalo Schifrin, Don Cherry, Ute Lemper ou encore avec le compositeur Ennio Morricone.
Il est le compositeur des musiques de certains films de Pierre Jolivet, des émissions de Nicolas Hulot ainsi que de la série télévisée Navarro avec le claviériste Serge Perathoner.
Avec ce même musicien, il est l'arrangeur de la comédie musicale Notre-Dame de Paris de Luc Plamondon et Richard Cocciante.
En 2008, il publie son premier album solo : Infernal Machina, une musique très Zeuhl et à la fois très différente de la musique de Magma.

## Style de jeu
Sa polyvalence musicale lui vaut une longue carrière de bassiste de studio, lui permettant d'aborder la variété (Michel Berger, Johnny Hallyday), comme le jazz fusion (André Ceccarelli, Éric Le Lann) ou la musique zeuhl.
Son son reconnaissable est en partie dû à son accordage en quinte (C-G-D-A) qui lui permet de jouer avec une tessiture augmentée et d'explorer des harmonies inhabituelles. Il garde par ailleurs de son passé de pianiste-violoncelliste une tendance à agrémenter ses phrasés de vibratos saccadés.
Il était réputé, dans les années 70, pour le son sale et empirique à la fois, de sa basse, produit par la saturation de son amplificateur Ampeg SVT dont il poussait le gain au maximum. Ce son hors du commun pour l'époque, a marqué l'identité sonore de Magma et, selon Christian Vander, à une occasion, a « traumatisé » le bassiste de jazz-rock  Stanley Clarke[réf. nécessaire].
Jannick Top développe une technique particulière de tapping, fondée sur des séquences rythmiques qu'il peut démarrer à n'importe quelle subdivision d'une mesure à quatre temps. Il joue également beaucoup sur les techniques de sampling ainsi que sur les pédales d'effets.
Dans sa carrière solo, il favorise l'arrangement et la composition. Ainsi, dans Infernal Machina, la basse n'est pas au premier plan.

## Discographie sélective
- Magma – Mekanïk Destruktïw Kommandöh (bassiste)
- Vander, Top, Blasquiz, Garber – Sons (Document 73) (bassiste, compositeur)
- Magma – Köhntarkösz (bassiste, compositeur)
- Magma – Üdü Ẁüdü (bassiste, compositeur)
- Space – Magic Fly (Synthé)
- Jannick Top – Utopia (bassiste, compositeur)
- Michel Portal – Turbulence (bassiste)
- Jannick Top – Soleil d'Ork (bassiste, compositeur)
- Utopic Sporadic Orchestra – Nancy 1975 (bassiste, compositeur)
- Vandertop – Paris 76 (bassiste, compositeur)
- Fusion – avec Christian Vander, Didier Lockwood, Benoît Widemann (1981)
- Le Lann « Top »
- Jannick Top - Infernal Machina (2008)